# Bhopalwala
Bhopalwala – miasto w Pakistanie, w prowincji Pendżab. W 2017 roku liczyło 20 155 mieszkańców.